# 帕爾·普魯奈

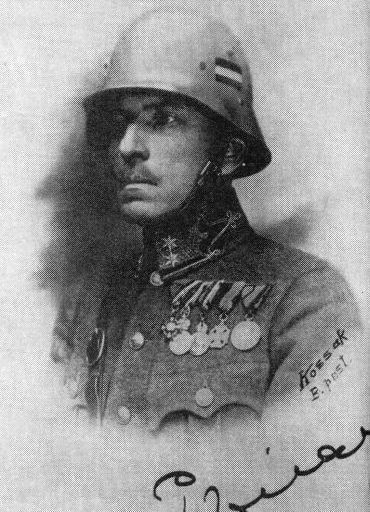
帕爾‧普魯奈，匈牙利白色恐怖时期的军官。在共产党政变失败后，普魯奈的名字成為残酷和无法无天的同义词。

帕爾‧普魯奈 （匈牙利語：Tótprónai és blatnicai Prónay Pál，1874年—1947或1948年11月2日），第一次世界大战后的匈牙利反革命的準军事組織指挥官。普魯奈被視為是匈牙利国民军军官中最残暴的一位。1919年匈牙利共产党发动了短暂的政变之后，普魯奈發動了白色恐怖。

## 背景
匈牙利人认为自己被一战的勝利者們羞辱與肢解。协约国在特里亞農條約剝奪了匈牙利的三分之二领土給匈牙利的邻國。隨著土地的失去，匈牙利也失去了三分之一說匈牙利语的国民。
政治不稳定加剧了屈辱感。1919年3月，總理卡羅伊·米哈伊领导的民主政府匈牙利民主共和國被共产党政变推翻。匈牙利共產黨的領導者庫恩·貝拉，有着犹太人的血统，受過苏联的训练。 匈牙利苏维埃共和国起初受到人民的欢迎，但很快便因種種的原因就失去了人民的认可，包含，它失败的经济政策、企圖从捷克斯洛伐克和罗马尼亚收回失去的匈牙利土地但失敗的军事行动以及红色恐怖。在红色恐怖中，布尔什维克式的年轻暴徒，身着皮衣，殴打并杀害了数百名的「布爾喬亞階級」。

## 國民军
在匈牙利南部形成的另一個政府確保了协约国強權們的支持；前奥匈帝国艦隊指揮官，海军少將霍尔蒂掌握軍權，創建名作「國民军」的反革命力量。
霍爾蒂呼籲匈牙利軍官加入國民军；而普魯奈正是早期加入者之一。
1875年，普魯奈生於匈牙利北部羅姆哈尼的一個古老且被受尊敬的貴族家庭。普魯奈進入Lahne军事学院。因為暴力對待自己的下屬，普魯奈的軍官生涯一直晉升不順。

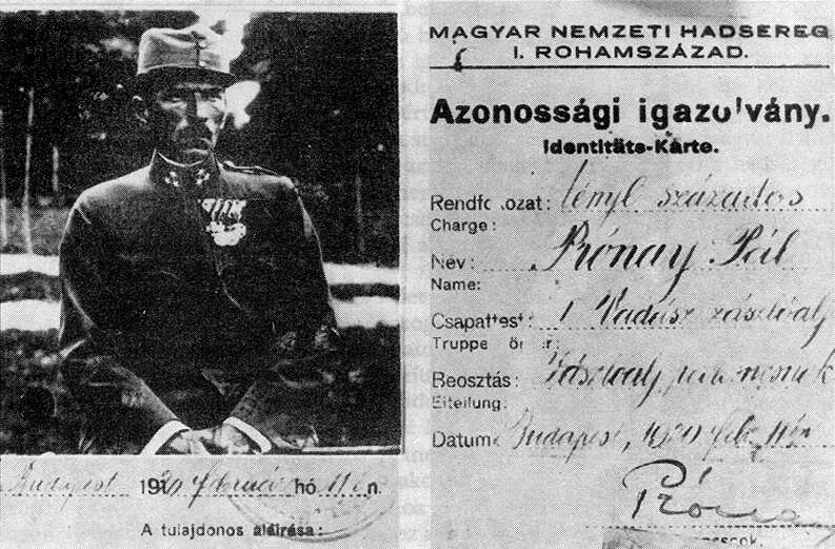
普魯奈的军事身份証

在庫恩的政變之後，普魯奈曾打算移民。然而，普魯奈最終前往匈牙利南部塞格德。在那裡，他加入了霍尔蒂。普魯奈並在此時和右翼政治家、未來的首相根伯什·久洛交往甚密。
1919年的夏天，普魯奈組織後來被稱為「白衛隊」的民兵組織。 當國民军前進鄉村农村和積蓄動能的時候，普魯奈和其他军官花了兩年的時間，發動後來被稱為「白色恐怖」的反共報復行動。 普魯奈等人的目标是，確實地對共产党的犯罪行動展開報復，並威嚇不安人們，將其纳入反革命政府的控制。 普魯奈还寻求「與地主和工匠恢復傳統的良好關係」，強迫工匠階級的服從。

## 白色恐怖
普魯奈的名字本質上已成為白色恐怖報復行動的同義詞。 他从共产党、社会民主党(匈牙利的第二个马克思主义政党)、农民和犹太人中挑选目标。国民军中许多人指责犹太人是共产党的血腥政变的罪魁祸首，因为匈牙利共产党55%到75% 的领导人是犹太人。 不像某些白色恐怖的參與者，普魯奈从不认为有必要掩饰或减轻他的折磨和羞辱行为。在普魯奈的作品當中，他津津有味地描述了自己與同伴的暴行。普魯奈的部队绑架并勒索犹太商人，还砍下农民和犹太妇女的乳房。 他们砍下受害者的耳朵作为战利品，將战俘不分死活地扔入装甲列车的锅炉等等。
1919年8月，匈牙利蘇維埃共和國垮臺。在法军的支持下，罗马尼亚军队入侵匈牙利首都布达佩斯。 庫恩和他的同伴逃亡，而白色恐怖愈演愈烈。
白色恐怖的暴行不能僅僅歸咎於普魯奈。其他军官，如安東·萊哈爾，也犯下过类似的暴行。 但是在狂热和残忍方面，普魯奈都遠勝同僚。
1919年11月，罗马尼亚军队撤出。当霍尔蒂和国民军巩固了对首都和国家的控制后，普魯奈則在不列顛飯店(Hotel Britannia)部署部队。該部隊後來成長到約一個營。直到霍爾蒂制止之前，普魯奈繼續著暴行，包含在城市發動反猶暴亂。

## 生涯的結束
匈牙利王国成立后，白色恐怖仍繼續著。 但是，政府高層對反革命暴行的容忍正逐漸削弱。 尤其是普魯奈的白衛隊越來越難控制。白衛隊的行徑比起軍事單位，更像是不受控制的叛軍。白衛隊的暴行激怒了匈牙利王國的高層，也招致了國際的負面報導；而这很可能在协约国批准《特里亚农条约》的关键时刻減少協約國对匈牙利的同情。
雖然如此，白色恐怖至少再過一年才平息下来。1920年的夏天，霍尔蒂政府採取措制消滅或削弱反革命的部隊。 普魯奈試圖抵抗政府對付白衛隊的行動，但只持續一段時間。
1920年11月，普魯奈的部下捲入了布达佩斯一名警察的谋杀案中。普魯奈的上級對其的纵容急剧下降。第二年夏天，普洛奈因敲诈一名富有的犹太政治家，及试图掩盖敲诈行为，最終因「侮辱议会议长」而受到审判。两项指控均被判有罪。普魯奈的指挥权遭到撤销了，作為罪犯受到匈牙利议会公开的谴责。
在刑滿之後，普魯奈嘗試說服霍爾蒂恢復他的軍權。但霍爾蒂拒絕。對此感到憤怒的普魯奈，糾集人馬，前往匈奧邊境，繼續暴行，自稱萊塔邦的最高領導人。最終，1921秋天，普魯奈參加了對罷黜霍爾蒂、恢復哈布斯堡卡洛伊四世王位的行動，但失敗。不過，霍爾蒂仍保留與普魯奈的關係。
普魯奈的部隊在一名下級軍官指揮下幾個月，但匈牙利王國政府於1922年1月正式解散了该部队，将成员驱逐出军队。
普魯奈接著作为右翼反对派的成员参加政治活动。在1930年代，普魯奈追隨納粹，試圖發動匈牙利法西斯的群众运动，但没有成功。1932年，普魯奈被指控煽動顛覆國家政權，判处6个月监禁，并被剥夺中校军衔。
1944年10月，当布达佩斯在第二次世界大战尾聲陷入一片混乱之際，69岁的普魯奈召集一支敢死队，重新攻擊他所憎恨的匈牙利犹太人。普魯奈在战争的最后幾週失蹤。過去人们认为普魯奈死于布达佩斯围城战。 但根據蘇聯檔案，普露奈於1945年3月20日作為战俘被押。苏联当局以蓄意破坏和从事间谍活动的罪名判处普魯奈20年强迫劳动。普魯奈，於1947或48年，死于勞改營。